# NGC 1338
NGC 1338 ist eine Balken-Spiralgalaxie vom Hubble-Typ SBb im Sternbild Eridanus am Südsternhimmel. Sie ist schätzungsweise 108 Millionen Lichtjahre von der Milchstraße entfernt.
Das Objekt wurde am 15. Dezember 1884 von Edouard Stephan entdeckt und später von Johan Ludvig Emil Dreyer im New General Catalogue verzeichnet.